# Myrmarachne incerta
Myrmarachne incerta là một loài nhện trong họ Salticidae.
Loài này thuộc chi Myrmarachne. Myrmarachne incerta được K. Narayan miêu tả năm 1915.